# 도두리로
도두리로(Doduri-ro)는 인천광역시 계양구 작전동에서 계산동까지 잇는 인천광역시의 도로로, 총 연장은 816m이다.

## 유래
도로의 명칭이 유래된 것은 옛 부평읍에서 서울로 가는 길머리마을이라는 뜻으로, 현재도 이지역이 도두리라 불리운데에서 부여하였다. 그래서 길머리가 도두(道頭)라는 한자와 관련이 깊다.

## 역사
- 2009년 10월 9일 : 도로명으로 도두리로를 고시

## 주요 경유지
- 계양구
  - 작전동, 계산4동

## 접촉하는 도로
- 장제로
- 계양문화로
- 오조산로
- 용종로
- 서부간선로

## 주요 건물 및 시설
- 광원프라자 (도두리로 10/작전동 907-1)
- 맘모스타운 (도두리로 14/작전동 907-2)
- 이-프라자 (도두리로 21/계산동 1082-6)
- 루비프라자 (도두리로 25/계산동 1082-5)
- 대양나이스빌 (도두리로 25-1/계산동 1082-4)
- 상산빌딩 (도두리로 33/계산동 1083-4)
- 도두리마을 동보아파트 상가 (도두리로 46/작전동 912-3)
- 계산공업고등학교 (도두리로 47/계산동 1084-6)
- 도두리마을 동보아파트 (도두리로 52/작전동 912-3)
- 도두리마을 롯데.동남아파트 (도두리로 62/작전동 912-4)
- 도두리마을 대동아파트 (도두리로 74/작전동 912-5)